# Championnat du Suriname de football 2008-2009
Navigation
Saison précédente Saison suivante
La saison 2008-2009 du Championnat du Suriname de football est la soixante-treizième édition de la Hoofdklasse, le championnat de première division au Suriname. Les onze formations de l'élite sont réunies au sein d'une poule unique où elles s'affrontent deux fois au cours de la saison. À l'issue du championnat, afin de faire passer le championnat de 11 à 10 équipes, les deux derniers du classement sont relégués tandis que le 9e doit disputer un barrage de promotion-relégation.
C'est le Walking Bout Company qui remporte la compétition cette saison après avoir terminé en tête du classement final, avec six points d'avance sur le SV Leo Victor et quatorze sur le double tenant du titre, l'Inter Moengotapoe. Il s’agit du troisième titre de champion du Suriname de l'histoire du club, qui réussit le doublé après s'être imposé en finale de la Coupe du Suriname face à l'Inter Moengotapoe.

## Les clubs participants
- SV Voorwaarts
- Super Red Eagles
- SV Boskamp
- SV Leo Victor
- Inter Moengotapoe
- SCSV Takdier Boys - Promu de Eerste Klasse
- FCS Nacional
- Walking Bout Company
- SV Transvaal
- SV Excelsior - Promu de Eerste Klasse
- SV Robinhood

## Compétition
Le barème de points servant à établir le classement se décompose ainsi :
- Victoire : 3 points
- Match nul : 1 point
- Défaite : 0 point

### Classement
| Rang | Équipe                | Pts | J  | G  | N | P  | Bp | Bc | Diff |
| ---- | --------------------- | --- | -- | -- | - | -- | -- | -- | ---- |
| 1    | Walking Bout CompanyC | 48  | 20 | 15 | 3 | 2  | 61 | 24 | +37  |
| 2    | SV Leo Victor         | 42  | 20 | 13 | 3 | 4  | 57 | 30 | +27  |
| 3    | Inter MoengotapoeT -3 | 34  | 20 | 12 | 1 | 7  | 48 | 29 | +19  |
| 4    | SV Transvaal          | 30  | 20 | 9  | 3 | 8  | 40 | 38 | +2   |
| 5    | SV Boskamp            | 30  | 20 | 9  | 3 | 8  | 29 | 34 | -5   |
| 6    | SV Voorwaarts         | 27  | 20 | 7  | 6 | 7  | 36 | 29 | +7   |
| 7    | SV Robinhood          | 27  | 20 | 8  | 3 | 9  | 32 | 43 | -11  |
| 8    | FCS Nacional          | 25  | 20 | 7  | 4 | 9  | 37 | 47 | -10  |
| 9    | SV ExcelsiorP         | 19  | 20 | 5  | 4 | 11 | 34 | 52 | -18  |
| 10   | Super Red Eagles      | 16  | 20 | 4  | 4 | 12 | 32 | 49 | -17  |
| 11   | SCSV Takdier BoysP    | 10  | 20 | 2  | 4 | 14 | 22 | 53 | -31  |

|  | Qualification pour la CFU Club Championship 2010                                     |
|  | Participation au barrage de relégation                                               |
|  | Relégation directe en Eerste Klasse                                                  |
|  | T : Tenant du titre C : Vainqueur de la Coupe du Suriname P : Promu de Eerste Klasse |

- L'Inter Moengotapoe reçoit trois points de pénalité à la suite des incidents survenus lors de la rencontre face au SV Transvaal lors de la 4e journée.

### Matchs

#### Barrage de promotion-relégation
| Équipe 1     | Résultat | Équipe 2             | Aller | Retour |
| ------------ | -------- | -------------------- | ----- | ------ |
| SV Excelsior | 1 - 5    | (D2) SV The Brothers | 1 - 3 | 0 - 2  |

- Le SV The Brothers prend la place du SV Excelsior en Hoofdklasse.

## Bilan de la saison
| Championnat du Suriname de football 2008-2009 |                                 |
| Champion                                      | Walking Bout Company (3e titre) |
| Coupes et trophées                            |                                 |
| Vainqueur de la Coupe du Suriname 2008-2009   | Walking Bout Company            |
| Qualifications continentales                  |                                 |
| CFU Club Championship 2010                    | Walking Bout Company            |
| CFU Club Championship 2010                    | SV Leo Victor                   |
| Promotions et relégations                     |                                 |
| Promus en Hoofdklasse                         | SV Jai Hanuman                  |
| Promus en Hoofdklasse                         | SV The Brothers                 |
| Relégués en Eerste Klasse                     | Super Red Eagles                |
| Relégués en Eerste Klasse                     | SCSV Takdier Boys               |
| Relégués en Eerste Klasse                     | SV Excelsior                    |